# Kelly Rock
Der Kelly Rock ist ein markanter Felsen auf der Insel Heard im südlichen Indischen Ozean. Er ragt oberhalb des Try Pot Beach auf.
Namensgeber des Felsens ist Bernard Kelly, einer der Überlebenden des nahe dem Elephant Spit am 17. Oktober 1880 gesunkenen Walfangschiffs Trinity, der kurz darauf bei der Suche nach Nahrung gemeinsam mit dem Schiffszimmermann George Watson an Unterkühlung infolge eines Sturms auf dem Stephenson-Gletscher starb und in einem gemeinsamen Grab mit Watson am Skua Beach beerdigt ist.